# Vuelo 7552 de China General Aviation
El vuelo 7552 de China General Aviation fue un vuelo de China General Aviation desde el aeropuerto de Nanjing Dajiaochang al aeropuerto Internacional de Xiamen Gaoqi. El 31 de julio de 1992, el Yakovlev Yak-42D se salió de la pista 06 durante el despegue y acabó impactando en un talud a 210 km/h (113 nudos), a 420 metros del umbral de pista.
Este accidente tuvo lugar el mismo día que el Vuelo 311 de Thai Airways International, que se estrelló en Nepal muriendo 113 personas. 

## Aeronave
El avión implicado fue un Yakovlev Yak-42D con registro B-2755 (número de fábrica 4520422116644, número de serie 14-02). El avión abandonó la planta de ensamblado de Saratov el 2 de enero de 1992 y fue entregado a China General Aviation el mismo mes. Al momento del accidente el avión tenía solo 6 meses de antigüedad. 

## Accidente
El vuelo GP7552 fue un vuelo de pasajeros de Nankín a Xiamen. A bordo transportaba a 116 pasajeros y 10 tripulantes. A las 3:05 p. m. aproximadamente el aparato encaró la pista 06 y, tras un minuto de espera, comenzó la carrera de despegue. El Yak-42 comenzó a despegarse del suelo y a ascender, sin embargo el avión quedó fuera de control, regresando a la pista. El avión se salió entonces de la pista, y continuó moviéndose por tierra unos 420–600 metros. El avión impactó entonces contra un talud de dos metros. El fuselaje se fracturó entonces en tres partes, produciendo entonces un incendio. 8 de los 10 tripulantes y 100 de los 116 pasajeros fallecieron.

## Investigación
Los investigadores determinaron como causa del accidente la inadecuada configuración del estabilizador de cola.

## Nota
1. ↑  Los medios de comunicación chinos informaron de 107 muertos, mientras que la mayoría de las organizaciones y medios internacionales informaron de 108 muertos.